# فهرست کشورها بر پایه جمعیت سیک‌ها

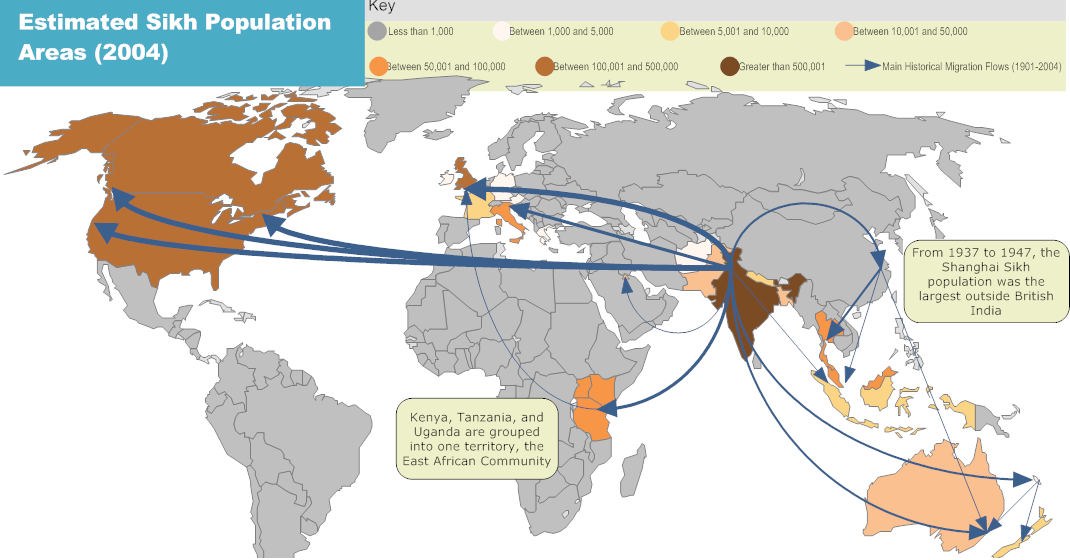
مسیر سیک‌های مهاجر و پراکندگی آنها در جهان، براساس سال ۲۰۰۴.

کشورها برپایه جمعیت سیک‌ها، فهرستی از پراکندگی سیک‌ها در جهان است.
سیک‌ها مانند یهودی ها یک قوم محسوب می‌شوند و به همین دلیل  منطقه پنجاب سرزمین اصلی آنها است. با این حال، امروز تنها کمتر از نیمی از سیک‌ها در منطقه پنجاب هند زندگی می‌کنند و  نیمی دیگر در کشورهای آنگلوساکسون ایالات متحده آمریکا، استرالیا، نیوزیلند، کانادا و انگلستان می‌باشند که کانادا مهم‌ترین محل تمرکز سیک‌ها در جهان برای سازماندهی ایجاد کشور خود محسوب میشود.
درحال حاضر حدود ۲۴–۲۷ میلیون سیک در جهان وجود دارد.

## کشورها
| منطقه            | کشور                     | تعداد سیک      | سیک %  | % از کل سیک‌ها |
| ---------------- | ------------------------ | -------------- | ------ | ------------- |
| آسیای جنوبی      | افغانستان                | ۳٬۰۰۰          | ۰٫۰۱٪  | ۰٫۰۱٪         |
| اقیانوسیه        | استرالیا                 | ۷۲٬۲۹۶         | ۰٫۱۲٪  | ۰٫۳٪          |
| اروپای مرکزی     | اتریش                    | ۲٬۷۹۴          | ۰٫۰۳٪  | ۰٫۰۱٪         |
| آسیای جنوبی      | بنگلادش                  | ۲۳٬۰۰۰         | ۰٫۰۱٪  | ۰٫۰۱٪         |
| اروپای غربی      | بلژیک                    | ۱۰٬۰۰۰         | ۰٫۰۹٪  | ۰٫۰۴٪         |
| آمریکای شمالی    | کانادا                   | ۴۶۸٬۶۷۰        | ۲٫۱۰٪  | ۱٫۹۶٪         |
| آسیای شرقی       | چین                      | ۷٬۵۰۰          | <۰٫۰۱٪ | ۰٫۰۳٪         |
| اروپای شمالی     | دانمارک                  | ۲٬۰۰۰          | ۰٫۰۴٪  | <۰٫۰۱٪        |
| اقیانوسیه        | فیجی                     | ۴٬۶۷۶          | ۰٫۵۵٪  | ۰٫۰۲٪         |
| اروپای غربی      | فرانسه                   | ۱۰٬۰۰۰         | ۰٫۰۲٪  | ۰٫۰۴٪         |
| اروپای مرکزی     | آلمان                    | ۱۲٬۰۰۰–۴۰٬۰۰۰  | ۰٫۰۳٪  | ۰٫۰۵٪-۰٫۱۷٪   |
| اروپای جنوب شرقی | یونان                    | ۲۰٬۰۰۰         | ۰٫۱۱٪  | ۰٫۰۸٪         |
| اروپای غربی      | ایسلند                   | ۱۰۰            | ۰٫۰۳٪  | <۰٫۰۱٪        |
| آسیای جنوبی      | هند                      | ۲۲٬۰۰۰٬۰۰۰     | ۱٫۷۲٪  | ۹۰٫۲٪         |
| آسیای جنوب شرقی  | اندونزی                  | ۱۵٬۰۰۰         | <۰٫۰۱٪ | <۰٫۰۱٪        |
| خاورمیانه        | ایران                    | ۶۰ خاندان ها   | <۰٫۰۱٪ | <۰٫۰۱٪        |
| اروپای غربی      | جمهوری ایرلند            | ۱٬۲۰۰          | ۰٫۰۳٪  | <۰٫۰۱٪        |
| اروپای جنوبی     | ایتالیا                  | ۷۰٬۰۰۰         | ۰٫۱۱٪  | ۰٫۲۹٪         |
| آسیای شرقی       | ژاپن                     | ۲٬۰۰۰          | <۰٫۰۱٪ | <۰٫۰۱٪        |
| آسیای مرکزی      | قزاقستان                 | ۸۰۰            | <۰٫۰۱٪ | <۰٫۰۱٪        |
| آفریقای شرقی     | کنیا، اوگاندا و تانزانیا | ۵۰٬۰۰۰–۱۰۰٬۰۰۰ | ۰٫۶۴٪  | ۰٫۲۱٪-۰٫۴۲٪   |
| خاورمیانه        | کویت                     | ۲۰٬۰۰۰         | ۰٫۶۴٪  | ۰٫۰۸٪         |
| خاورمیانه        | لبنان                    | ۳٬۰۰۰          | ۰٫۰۷٪  | ۰٫۰۱٪         |
| جنوب آفریقا      | مالاوی                   | ۳٬۰۰۰          | ۰٫۰۲٪  | ۰٫۰۱٪         |
| آسیای جنوب شرقی  | مالزی                    | ۱۰۰٬۰۰۰        | ۰٫۳۷٪  | ۰٫۴۲٪         |
| جنوب آفریقا      | موریس                    | ۳۷٬۷۰۰         | ۰٫۳٪   | ۰٫۱۶٪         |
| آمریکای شمالی    | مکزیک                    | ۸٬۰۰۰          | <۰٫۰۱٪ | ۰٫۰۳٪         |
| آسیای جنوبی      | نپال                     | ۵٬۸۹۰          | ۰٫۰۲٪  | ۰٫۰۲٪         |
| اروپای غربی      | هلند                     | ۱۲٬۰۰۰         | ۰٫۰۷٪  | ۰٫۰۵٪         |
| اقیانوسیه        | نیوزیلند                 | ۱۹٬۱۹۱         | ۰٫۴۳٪  | ۰٫۰۴٪         |
| آفریقای غربی     | نیجر                     | ۳٬۰۰۰          | ۰٫۰۲٪  | ۰٫۰۱٪         |
| اروپای شمالی     | نروژ                     | ۵٬۰۰۰          | <۰٫۰۱٪ | ۰٫۰۲٪         |
| آسیای جنوبی      | پاکستان                  | ۲۰٬۰۰۰         | ۰٫۰۱٪  | ۰٫۰۸٪         |
| آسیای جنوب شرقی  | تایلند                   | ۷۰٬۰۰۰         | ۰٫۱٪   | ۰٫۲۹٪         |
| اروپای غربی      | بریتانیا                 | ۴۳۰٬۸۵۸        | ۰٫۶۸٪  | ۱٫۸٪          |
| آمریکای شمالی    | ایالات متحده آمریکا      | ۲۵۰٬۰۰۰        | ۰٫۰۸٪  | ۱٫۰۵٪         |
| جنوب آفریقا      | زامبیا                   | ۳٬۰۰۰          | ۰٫۰۳٪  | ۰٫۰۱٪         |
| مجموع            |                          | ۲۴٬۰۰۰٬۰۰۰     |        |               |

## بر اساس منطقه
| منطقه         | مجموع جمعیت منطقه | تعداد سیک‌ها    | % سیک‌ها | % از کل سیک‌ها |
| ------------- | ----------------- | -------------- | ------- | ------------- |
| آفریقای مرکزی | ۸۳٬۱۲۱٬۰۵۵        | ۱۴٬۰۰۰         | ۰٫۰۱۷٪  | ۰٫۰۵۹٪        |
| آفریقای شرقی  | ۱۹۳٬۷۴۱٬۹۰۰       | ۵۰٬۰۰۰–۱۰۰٬۰۰۰ | ۰٫۰۰۰۵٪ | ۰٫۲٪          |
| آفریقای شمالی | ۲۰۲٬۱۵۱٬۳۲۳       | ۰              | ۰٪      | ۰٪            |
| جنوب آفریقا   | ۱۳۷٬۰۹۲٬۰۱۹       | ۴۷٬۷۰۰         | ۰٫۰۳۵٪  | ۰٫۲٪          |
| آفریقای غربی  | ۲۶۸٬۹۹۷٬۲۴۵       | ۳٬۰۰۰          | ۰٫۰۰۱۱٪ | ۰٫۰۱۳٪        |
| مجموع         | ۸۸۵٬۱۰۳٬۵۴۲       | ۶۴٬۷۰۰         | ۰٫۰۵۳۱٪ | ۰٫۲۷۲٪        |

| منطقه           | مجموع جمعیت منطقه | تعداد سیک‌ها | % از سیک‌ها | % از کل سیک‌ها |
| --------------- | ----------------- | ----------- | ---------- | ------------- |
| آسیای مرکزی     | ۹۲٬۰۱۹٬۱۶۶        | ۸۰۰         | ۰٫۰۰۰۹٪    | ۰٫۰۰۳۴٪       |
| آسیای شرقی      | ۱٬۵۲۷٬۹۶۰٬۲۶۱     | ۱۱٬۵۰۰      | ۰٫۰۰۰۸٪    | ۰٫۰۵٪         |
| خاورمیانه       | ۲۷۴٬۷۷۵٬۵۲۷       | ۲۹٬۰۰۰      | ۰٫۰۱۱٪     | ۰٫۱۲۲٪        |
| آسیای جنوبی     | ۱٬۴۳۷٬۳۲۶٬۶۸۲     | ۲۱٬۵۳۳٬۸۹۰  | ۱٫۵٪       | ۹۰٫۵٪         |
| آسیای جنوب شرقی | ۵۷۱٬۳۳۷٬۰۷۰       | ۲۷۶٬۶۰۰     | ۰٫۰۵٪      | ۱٫۱۶۲٪        |
| مجموع           | ۳٬۹۰۳٬۴۱۸٬۷۰۶     | ۲۱٬۸۵۱٬۱۹۰  | ۱٫۵۶۲۷٪    | ۹۱٫۸۳۷۴٪      |

| منطقه        | مجموع جمعیت منطقه | تعداد سیک‌ها         | % از سیک‌ها          | % از کل سیک‌ها   |
| ------------ | ----------------- | ------------------- | ------------------- | --------------- |
| اروپای مرکزی | ۷۴٬۵۱۰٬۲۴۱        | ۱۵٬۲۹۴–۴۳٬۲۹۴       | ۰٫۰۲۱٪-۰٫۰۶٪        | ۰٫۰۶۴٪-۰٫۲٪     |
| اروپای شرقی  | ۲۱۲٬۸۲۱٬۲۹۶       | ۵٬۰۰۰               | ۰٫۰۰۲۳۵٪            | ۰٫۰۲۱٪          |
| اروپای غربی  | ۳۷۵٬۸۳۲٬۵۵۷       | ۱٬۰۲۴٬۳۰۰           | ۰٫۲۷۲٪              | ۳٫۳۷٪           |
| اسکاندیناوی  | ۲۵٬۳۱۰٬۱۳۰        | ۸٬۰۰۰–۹٬۵۰۰         | ۰٫۰۳٪               | ۰٫۰۳٪           |
| مجموع        | ۷۲۸٬۵۷۱٬۷۰۳       | ۱٬۰۹۹٬۲۹۴–۱٬۱۲۷٬۷۹۴ | ۰٫۲۶۶۳۵٪ - ۰٫۳۰۵۳۵٪ | ۳٫۴۸۵٪ - ۳٫۶۲۱٪ |

| منطقه         | مجموع جمعیت | تعداد سیک‌ها | % از سیک‌ها | % از کل سیک‌ها |
| ------------- | ----------- | ----------- | ---------- | ------------- |
| کارائیب       | ۲۴٬۸۹۸٬۲۶۶  | ۰           | ۰٪         | ۰٪            |
| آمریکای مرکزی | ۴۱٬۱۳۵٬۲۰۵  | ۰           | ۰٪         | ۰٪            |
| آمریکای شمالی | ۴۴۶٬۰۸۸٬۷۴۸ | ۱٬۰۲۸٬۴۱۵   | ۰٫۲۳۰۵۴٪   | ۳٫۸۸٪         |
| آمریکای جنوبی | ۳۷۱٬۰۷۵٬۵۳۱ | ۰           | ۰٪         | ۰٪            |
| مجموع         | ۸۸۳٬۱۹۷٬۷۵۰ | ۱٬۰۲۸٬۴۱۵   | ۰٫۱۱۶۴٪    | ۳٫۸۸٪         |

| منطقه     | مجموع جمعیت | تعداد سیک‌ها | % از سیک‌ها | % از کل سیک‌ها |
| --------- | ----------- | ----------- | ---------- | ------------- |
| اقیانوسیه | ۳۰٬۵۶۴٬۵۲۰  | ۹۲٬۰۰۰      | ۰٫۱۳۳٪     | ۰٫۱۷۱٪        |